# Бобохидзе, Илья Барнабович
Илья Барнабович Бобохидзе (15 января 1915, Кутаис, Кавказское наместничество — 14 октября 1991) — советский борец вольного стиля и тренер, чемпион СССР, мастер спорта СССР (1947). Судья всесоюзной категории (1961).

## Биография
Увлёкся борьбой в 1936 году. Участвовал в девяти чемпионатах страны (1939—1950 годы). Его тренерами были Андрей Челидзе и Вахтанг Кухианидзе.
После окончания спортивной карьеры стал судьей и тренером по вольной и классической (греко-римской) борьбе.
Известные воспитанники:
- Теймураз Апхазава — Заслуженный мастер спорта СССР (1982, классическая борьба);
- Эстатэ Гогличидзе — мастер спорта СССР международного класса (1973, классическая борьба);
- Гурам Гобеджишвили — мастер спорта СССР (1956, вольная борьба).
- Темур Хитаришвили — мастер спорта СССР (1962, вольная борьба).[1]

## Спортивные результаты
- Чемпионат СССР по вольной борьбе 1946 года —